# DJ Noriken
Kento Oizumi (大泉健人, Ōizumi Kento, Japão, 7 de maio de 1990), mais conhecida como DJ Noriken (DJノリケン) é um compositor, arranjador e DJ japonês que produz principalmente UK hardcore e hard dance music. Ele é conhecido por suas contribuições para a série de jogos musicais BEMANI, incluindo beatmania IIDX, Dance Dance Revolution e REFLEC BEAT. Ele é um membro do círculo HARDCORE TANO*C e possuem o SKETCH UP! Recordings label.

## Biografia
Em 2007, ele iniciou atividades musicais. Em 2008, após mudar de nome, iniciou sua carreira como DJ Noriken.
Em 2009, ele foi procurado por REDALiCE e Minamotoya e forneceu "Conclude" para HARDCORE SYNDROME 3, e nesse sentido se juntou ao HARDCORE TANO*C.
No outono de 2010, eles lançaram "Ultimate Worldwide Freeform" do selo britânico "ReBuild Music", e em junho de 2011, eles lançaram um EP digital de "Hard Dance UK", que se concentra no hardcore do Reino Unido.
Em 2012, ele forneceu música para beatmania IIDX.

## Músicas fornecidas

### beatmania IIDX
- Neonlights (beatmania IIDX 20 tricoro)[5]
- Elektrick U-Phoria (beatmania IIDX 21 SPADA)[6]
- Durandal - Ancient Scapes (beatmania IIDX 21 SPADA)
- #The_Relentless (beatmania IIDX 22 PENDUAL)[7]
- DJ Noriken feat. Yukacco - Go Faraway (beatmania IIDX 23 copula)[8]
- MAGiCVLGiRL_TRVP_B3VTZ (beatmania IIDX 24 SINOBUZ)[9]
- Summerlights (IIDX Edition) (beatmania IIDX 24 SINOBUZ)
- Exhaust Hype (beatmania IIDX 25 CANNON BALLERS)[10]
- Illusionary Waterlily (beatmania IIDX 25 CANNON BALLERS)[11]
- dAuntl3ss (beatmania IIDX 26 Rootage)[12]

### REFLEC BEAT
- ARACHNE (DJ Noriken Remix) (REFLEC BEAT groovin'!!) [13]
- F/E/D/R (I Don't Care) (REFLEC BEAT VOLZZA)

### SOUND VOLTEX
- SEED (DJ Noriken Remix) (SOUND VOLTEX BOOTH)[14][15]
- DJ Noriken feat. Yukacco - Enjoy This Time

### WACCA
- Soldiers[16]
- Quon[16]
- Jingle[16]
- TANO*C Sound Team - Battle No.1[16]
- MAGiC4LG1RL M3GA S7R1KE![16]
- DJ Noriken vs MASAKI - QiXiN MAdN3ss 2153[16]
- Meta-Mysteria[16]
- Getty & Srav3R & DJ Noriken - D3LTA QOMPLEX[16]
- DJ Noriken & aran - Comet Coaster[16]
- Onigami[16]
- NIGHTWAVE FRAGMENTS[16]
- Everybody Say HARDCORE TANO*C[16]

### Outros
- La'qryma of the Wasteland (Arcaea)
- DAWNBREAKER (オンゲキSUMMER PLUS）

## Discografia

### Álbuns
Os seguintes são os álbuns que a autora lançou ao longo do tempo:
- Extreme Meltdowner (2008, com DJ 490)
- Glitters (2009, com P*Light)
- Minamotrance Core X Sketch! (2010, com 源屋)
- Second Liberator (2010, com DJ 490)
- Impulse Of The Moment (2011)
- RADIANCE (2012, com P*Light)
- シンシサクラク・エンハンサー (2014, com 源屋)
- #From_Ten_Wonderland (2014)
- #HYPRFLVX (2017)
- #H1STORYA (2017)
- N+CODE (2021)

### EPs
- ****ken Sampler (2011)
- The Beach (2013)
- One After "Another" (2013)
- Bloomy Colors (2015, as n.o.d.e)
- One After "Another" 2nd (2016)
- ZODIAX EP (2018)
- ZODIAX EP 2 (2019)
- FOCUS OUT (2020)
- Scapegoat EP (2020)
- ZODIAX EP 3+ (2021)

### Singles
- Soldiers (2018)
- #I_WNNA_B_WIZ_U (2020)
- D3LTA QOMPLEX (2020, com Srav3R & Getty)
- Let You Go (2021)
- Turn It Up Loud (2021)

## Ligações externos
- http://sketchuprecordings.net/
- Twitter